# Jermisi járás

A Jermisi járás a Rjazanyi területen

A Jermisi járás (oroszul Ермишинский район) Oroszország egyik járása a Rjazanyi területen. Székhelye Jermis.

## Népesség
- 1989-ben  13 288 lakosa volt.
- 2002-ben 10 926 lakosa volt.
- 2010-ben 8879 lakosa volt.